# توماس هوبر (لاعب كرة قدم)
توماس هوبر (بالإنجليزية: Thomas Hopper)‏ هو لاعب كرة قدم بريطاني، ولد في عقد 1920 في إنجلترا في المملكة المتحدة. شارك مع منتخب المملكة المتحدة الوطني لكرة القدم. أما مع النوادي، فقد لعب مع نادي بروملي.

## وصلات خارجية
- توماس هوبر على موقع الاتحاد الدولي (مؤرشف)  (الإنجليزية)
- توماس هوبر على موقع عالم كرة القدم.نت (الإنجليزية)
- توماس هوبر على موقع أوليمبيديا (الإنجليزية)
- توماس هوبر على موقع اللجنة الأولمبية البريطانية (الإنجليزية)